# بروس جرينود
بروس جرينود هو ممثل كندي، ولد في 12 أغسطس 1956 برووان نوراندا في كندا.ممثل ومنتج  في صناعة السينما.
لقد قام بالتمثيل بعدّة لشخصيات رئيسية في عدة أفلام من إخراج المخرج الكندي أتوم إيجويان، وحصل على ترشيحات لثلاث جوائز الشاشة الكندية.
كما فاز بجائزة ستالايت كأفضل ممثل مساعد في فيلم سينمائي.
أدى أيضًا أدوارًا بارزة كرئيس أمريكي جون إف كينيدي في "ثلاث عشر يومًا(Thirteen Days) "، وكريستوفر بايك في سلسلة إعادة تشغيل "ستار تريك(star trek)"، وجيرالد بورلينجيم في فيلم   "لعبه جيرالد(Gerald's Game)".
تألق أيضًا في أدوار داعمة في العديد من الأفلام البارزة مثل:"Double Jeopardy" و"انا روبوت(I,Robot)" و"كابوتي(Capote))" وغيرها.

## أعمال

### أفلام
- (1982) الدم الأول[8][9][10]
- (2000) قواعد الاشتباك[11]
- (2003) جريمة قتل هوليوودية[12]
- (2004) أنا روبوت[13]
- (2005) كابوتي[14]
- (2006) ديجا فو[15]
- (2007) أنا لست هناك[16]
- (2007)  كتاب الأسرار
- (2009) ستار تريك[17][18][19]
- (2010) عشاء للأغبياء[20]
- (2011) سوبر 8[21]
- (2012) المكان خلف أشجار الصنوبر[22]
- (2012) رحلة طيران
- (2013) ستار تريك إلى الظلام[23][24][25]
- (2014) الحب اللانهائي[26][27]
- (2015) الآباء والبنات[28][29]
- (2016) ذهب[30]
- (2016) طيفي
- (2017) ذا بوست
- (2017)  الدائرة الذهبية
- (2017) لعبة جيرالد
- (2017)  الرجل الذي أسقط البيت الأبيض

### مسلسلات
- رجال ماد

## وصلات خارجية
- بروس جرينود على موقع IMDb (الإنجليزية)
- بروس جرينود على موقع روتن توميتوز (الإنجليزية)
- بروس جرينود على موقع ألو سيني (الفرنسية)
- بروس جرينود على موقع ميوزك برينز (الإنجليزية)
- بروس جرينود على موقع تيرنر كلاسيك موفيز (الإنجليزية)
- بروس جرينود على موقع أول موفي (الإنجليزية)
- بروس جرينود على موقع قاعدة بيانات الأفلام السويدية (السويدية)
- بروس جرينود على موقع إن إن دي بي (الإنجليزية)
- بروس جرينود على موقع ديسكوغز (الإنجليزية)
- بروس جرينود على موقع قاعدة بيانات الفيلم (الإنجليزية)